# Upsilon Orionis
Upsilon Orionis è una stella bianco-azzurra nella sequenza principale di magnitudine 4,62 situata nella costellazione di Orione. Dista 1546 anni luce dal sistema solare.

## Osservazione

υ Orionis è la stella azzurra più brillante in questa immagine della regione a meridione della Nebulosa di Orione.

Si tratta di una stella situata nell'emisfero celeste australe, ma molto in prossimità dell'equatore celeste; ciò comporta che possa essere osservata da tutte le regioni abitate della Terra senza alcuna difficoltà e che sia invisibile soltanto molto oltre il circolo polare artico. Nell'emisfero sud invece appare circumpolare solo nelle aree più interne del continente antartico. La sua magnitudine pari a 4,6 fa sì che possa essere scorta solo con un cielo sufficientemente libero dagli effetti dell'inquinamento luminoso.
Il periodo migliore per la sua osservazione nel cielo serale ricade nei mesi compresi fra fine ottobre e aprile; da entrambi gli emisferi il periodo di visibilità rimane indicativamente lo stesso, grazie alla posizione della stella non lontana dall'equatore celeste.

## Caratteristiche fisiche
La stella è una bianco-azzurra nella sequenza principale; possiede una magnitudine assoluta di -3,76 e la sua velocità radiale positiva indica che la stella si sta allontanando dal sistema solare.